# Балківська сільська рада (Токмацький район)
| Балківська сільська рада — колишній орган місцевого самоврядування у Токмацькому районі Запорізької області з адміністративним центром у с. Балкове. Історична дата утворення: 1968 рік. Водоймища на території, підпорядкованій даній сільській раді: відсутні. Сільській раді були підпорядковані населені пункти: - с. Балкове - с. Гришине - с. Козолугівка - с. Світле |

## Склад ради
Загальний склад ради: 16 депутатів. Партійний склад ради: Партія регіонів — 12, Всеукраїнське об'єднання «Батьківщина» — 3, Народна Партія — 1.

### Керівний склад ради
| ПІБ                      | Основні відомості                                                                                     | Дата обрання | Дата звільнення |
| ------------------------ | --- | ------------ | --------------- |
| Жидкова Ольга Григорівна | Сільський голова, 1956 року народження, освіта, член Соціал-демократичної партії України (об'єднаної) | 26.03.2006   | 31.10.2010      |
| Жидкова Ольга Григорівна | Сільський голова, 1956 року народження, освіта середня спеціальна, член Партії регіонів               | 31.10.2010   |                 |

Примітка: таблиця складена за даними джерела